# Fredi

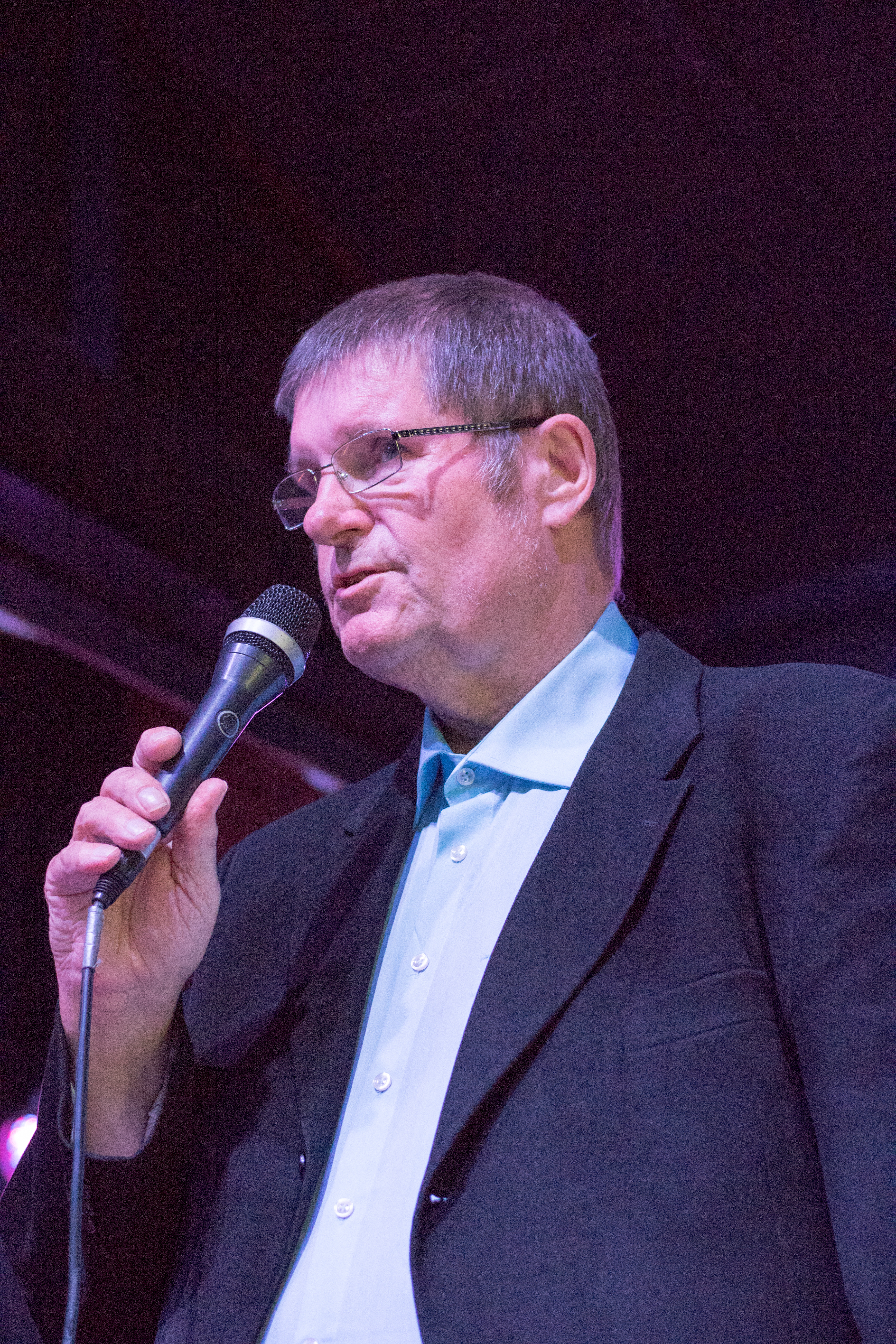
Fredi (2014)

Fredi foi o  pseudónimo artístico de  Matti Kalevi Siitonen (Mikkeli, 23 de julho de 1942-23 de abril de 2021) um ator cómico e cantor finlandês. Na Finlândia era conhecido por fazer parte de um grupo cómico, o  Kivikasvot. Internacionalmente, ele representou o seu país no Festival Eurovisão da Canção por duas vezes, em 1967 em Viena com a canção Varjoon - suojaan que recebeu três pontos e em 1976 com a canção "Pump-Pump" que terminou em 11.º lugar, entre 17 países participantes.  Ele foi marido da antiga presidente da câmara/prefeito de  Helsínquia, Marja-Riitta Siitonen.

## Música
Na Finlândia, Fredi tem mais de 20 temas no Top-10 Hit singles e recebeu o estatuto de diamante, com muitos álbuns de estúdio, como 
Avaa sydämesi mulle ("Abre o teu coração a mim") e "Rakkauslauluja" ("Canções de amor"). Em 1978, lançou um dos seus álbuns mais aclamados pela crítica do seu país "Tänään Fredi" ("Hoje Fredi"). Este álbum teve canções que foram grande sucesso na Finlândia, como "Syntinen yö"  e  "Elää mä sain", versão finlandesa da canção  "Staying Alive" da banda Bee Gees. este álbum atingiu o disco de ouro s subiu ao # 5 do Top de Álbuns ds Finlândia. Fredi vendeu um milhão de discos na Finlândia, o que faz dele um dos cantores finlandeses com maior sucesso. 

## Álbuns
- 1969 - Fredi (Ouro)
- 1972 - Niin paljon kuuluu rakkauteen (Diamante)
- 1973 - Rakkauden Sinfonia (Ouro)
- 1974 - Avaa sydämesi mulle (Diamante)
- 1975 - Rakkauslauluja (Diamante)
- 1976 - Laula Kanssain (Ouro)
- 1978 - Tänään Fredi (Ouro)